# Vohmai járás

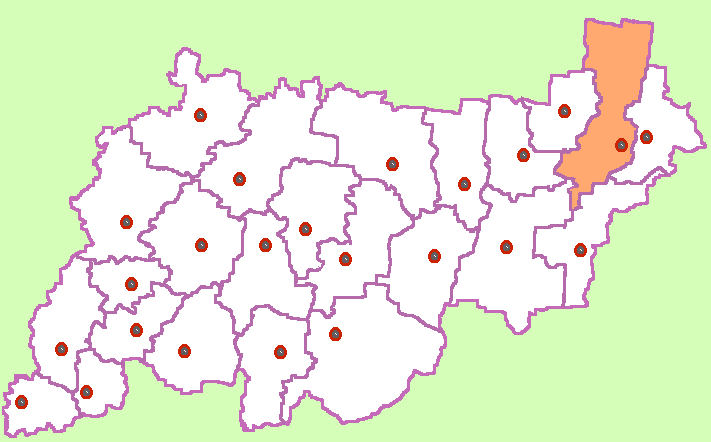
A Vohmai járás a Kosztromai területen

A Vohmai járás (oroszul Вохомский район) Oroszország egyik járása a Kosztromai területen. Székhelye Vohma.

## Népesség
- 1989-ben 16 891 lakosa volt.
- 2002-ben 13 444 lakosa volt.
- 2010-ben 10 152 lakosa volt.